# Rentenökonomie
Als Rentenökonomie wird eine Wirtschaftsform bezeichnet, in der in umfangreichem Ausmaß die Akteure nicht durch Eigenleistung und produktiven Faktoreneinsatz zu Wohlstand kommen, sondern durch die Ausnutzung von strukturell bedingten Knappheitslagen, die zum Schaden der Allgemeinheit stabilisiert und nicht durch höhere Produktion überwunden werden.

## Definition Rente
Allgemein sind Renten die Teile von Erträgen, Einkommen und Zahlungen, die deren Opportunitätskosten übersteigen, d. h. der Überschuss über dem regulären „Wert“ der eingesetzten Produktionsfaktoren (Arbeit, Boden, Kapital, Rohstoffe, Know-how). Die Rente ergibt sich durch eine kurzfristige Knappheitslage (Nachfrage über Angebot), die eine Preiserhöhung ohne höheren Gegenwert ermöglicht. Solche Knappheitslagen können durch natürliche Standortfaktoren, starke Marktmacht der Anbieter (z. B. Monopolrente oder selten auch Monopolrendite), aber eben auch durch absichtlich herbeigeführte Verknappungen, oft durch staatliche Regelungen und Interventionen, gegeben sein.
In jedem Wirtschaftssystem kommen solche Renten vor, allerdings in stark unterschiedlichem Ausmaß. Die Aneignung kann auf legalem und illegalem Wege passieren. In Entwicklungsländern ist auch gerade der Faktor der so genannten „internationalen Rente“ nicht unerheblich, der aus den Transfers aus der Entwicklungszusammenarbeit besteht.

## Rent-Seeking
Unter Konkurrenzbedingungen führen hohe Renten im Normalfall dazu, dass die Produktion optimiert wird, um so die Knappheit eines Wirtschaftsgutes und damit auch dessen vorübergehend erhöhten Preis zu mindern. Rent-Seeking hingegen, d. h. die Renten suchende Aktivität, versucht nicht, die Knappheit des Gutes zu mindern, sondern die Rentensituation gezielt dafür zu verwenden, den individuellen Nutzen zu maximieren. Aus volkswirtschaftlicher Sicht ist diese Herangehensweise kritisch zu betrachten, weil für die Aneignung und Teilhabe an den Renten Ressourcen aufgewendet werden, die damit nicht mehr für einen produktiveren Faktoreneinsatz (Effizienz) zur Verfügung stehen. Zu den Aufwendungen im Rahmen von Rent-Seeking-Prozessen gehören: Geld, Zeit, Informationsbeschaffung, Kontaktanbahnung, Interessenorganisation, Konkurrenzbehinderungen, legale und illegale Mittel zur Beeinflussung (institutionalisierter) Entscheidungen (z. B. Lobbyismus, Korruption).
Rent-Seeking kann durch staatliche oder supranationale Interventionen oder Protektorate begünstigt werden: wenn mittels Protektionismus versucht wird, Marktversagen abzustellen bzw. den (industriellen) Entwicklungsprozess zu beschleunigen. In diesem Zusammenhang verdeutlicht sich die Anfälligkeit außenwirtschaftlicher Maßnahmen (Devisen, Zölle, Lizenzen) für Rent-Seeking.
Preisbindungen und eine monopsonistisch strukturierte Agrarwirtschaft können die Abschöpfung von Exporterlösen durch Machteliten begünstigen, die einen für Rent-Seeking anfälligen Staat beherrschen. Ausländische Unternehmen können versucht sein, von dieser Rentiersmentalität und der geringen gesellschaftlichen Responsivität solcher Regime zu profitieren; die rein profitorientierte Umgehung etwa von andernorts gültigen Lohn- und Umweltstandards trägt dabei letztendlich dazu bei, die herrschende Clique zu stabilisieren. Als kritisches Beispiel hierfür kann das Engagement der Shell in Nigeria angesehen werden.

## Rentier-Staaten
Das Konzept des „Rentierstaats“ (von frz. [rɛnˈtjeː]) wurde zuerst von Hossein Mahdavy 1970 in die ökonomische Literatur eingeführt. Er bezeichnet damit Staaten, die einen großen Anteil ihrer Staatseinnahmen aus externen Renten beziehen. Externe Renten werden von Ausländern, seien es ausländische Unternehmen, Regierungen oder Individuen, an den betreffenden Staat bezahlt (so ist etwa das Einkommen aus den Gebühren für die Passage durch den Sueskanal eine externe Rente). Auch zählen Einnahmen für die Durchleitung russischen Erdgases über ukrainisches Territorium zu den externen Renten. Auch Einnahmen aus der Ölförderung lassen sich als externe Rente interpretieren: Üblicherweise werden Förderabgaben als Kompensation für den Verbrauch nichterneuerbarer Ressourcen angesehen. Jedoch profitieren gerade erdölexportierende Länder im Nahen Osten, vor allem die Golfstaaten, von einer Produzentenrente, die einerseits aus der höheren Produktivität arabischer gegenüber anderer Fördergebiete sowie aus monopolistischen Preisstrukturen resultieren. Auch stehen die Öleinnahmen in keinem Zusammenhang mit der sonstigen inländischen Wirtschaftstätigkeit dieser Staaten. Die Staatseinnahmen aus den übrigen wirtschaftlichen Aktivitäten des Landes sind gering.
Die hohen Einnahmen aus externen Renten führen häufig zu Fehlallokationen, wie hohe Konzentration an wenigen Standorten, kaum industrieller Austausch innerhalb des Landes, Schwächung traditioneller Wirtschaftsbereiche durch Ressourcenfehlallokationen und somit auch unterdurchschnittliches Wirtschaftswachstum.
Diese finanzielle Unabhängigkeit der „staatstragenden“ (bzw. sich des Staates bemächtigenden) Gruppen vom eigenen Volk lässt – so hat es bisher jedenfalls die Geschichte gezeigt – diese die Entwicklung von zukünftig möglichen, einheimischen Finanzierungsquellen vernachlässigen. Mangelhafte institutionelle Rahmenbedingungen werden nicht verbessert und weder Rechtssicherheit noch Transparenz noch politischer Wettbewerb oder Ausgabenkontrolle angestrebt.
Der Rentierstaat kann „Transferleistungen gezielt einsetzen, um gesellschaftliche Gruppen zu politisch opportunem Verhalten zu bewegen. So wird politische Loyalität (oder zumindest der Verzicht auf offene Opposition) belohnt, indem etwa Subventionen gewährt oder Jobs in der staatlichen Bürokratie geschaffen werden“.
Insbesondere die enge Verzahnung von politischem Amt und ökonomischen Möglichkeiten (Neopatrimonialismus und Klientelismus) könnte für die herrschenden Eliten beim Zulassen politischer Alternativen auch den finanziellen Abstieg nach sich ziehen. Ausufernde Staatsausgaben treffen daher meist auf wenig Gegenwehr bzw. werden mittels repressiver und autoritärer Politik (Autokratie) durchgesetzt. Die effizientem Wirtschaften entgegenstehende Rentiermentalität wird gefördert und das rent-seeking-Verhalten führt schließlich auch zu Korruption und weitverbreiteten Patronagebeziehungen. Damit wird schließlich auch die staatliche Kompetenz und letztlich die Legitimität ausgehöhlt, Staatszerfall droht und ist z. B. – und besonders – in Afrika (etwa bei Staaten mit großen Vorkommen an Diamanten oder Öl) oft die Folge.